# Pušalotas
Pušalotas is een plaats in het Litouwse district Panevėžys. De plaats telt 885 inwoners (2001).